# Kirkbymoorside
Kirkbymoorside is een marktstad en civil parish in het bestuurlijke gebied Ryedale, in het Engelse graafschap North Yorkshire. Het ligt 40,2 km ten noorden van York en halverwege tussen Pickering en Helmsley, aan de rand van het nationaal park North York Moors (Engels: North York Moors National Park). Het heeft 3040 inwoners.

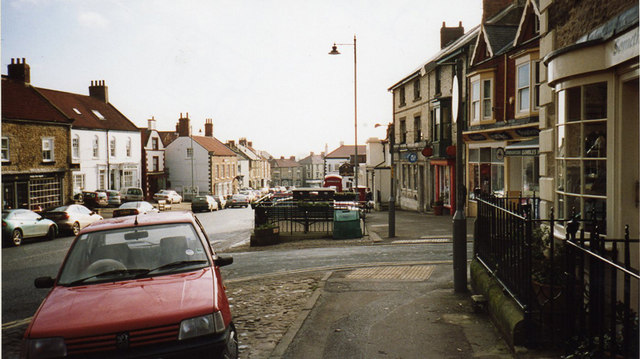
Straat in Kirkbymoorside
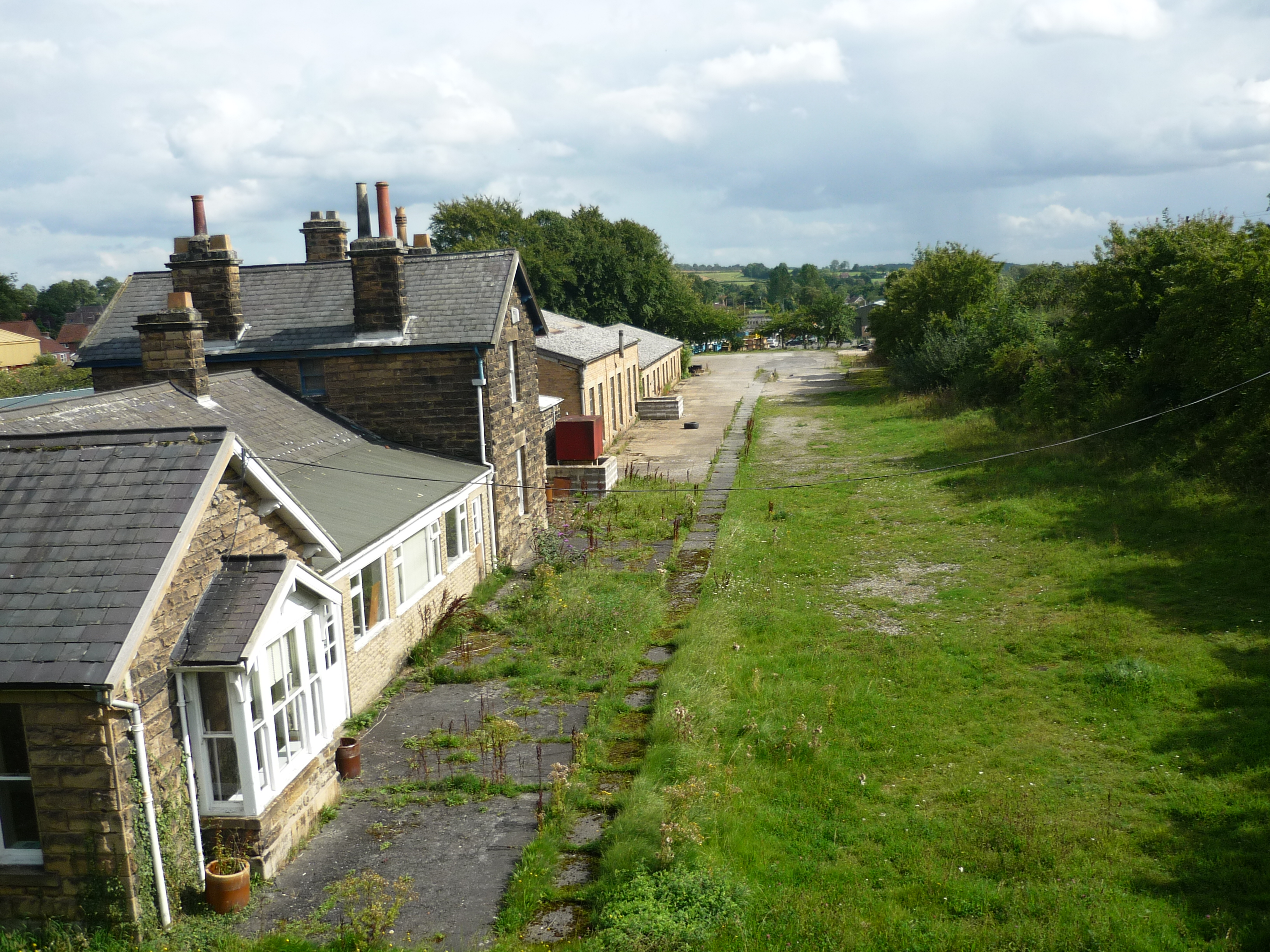
Station van Kirkbymoorside
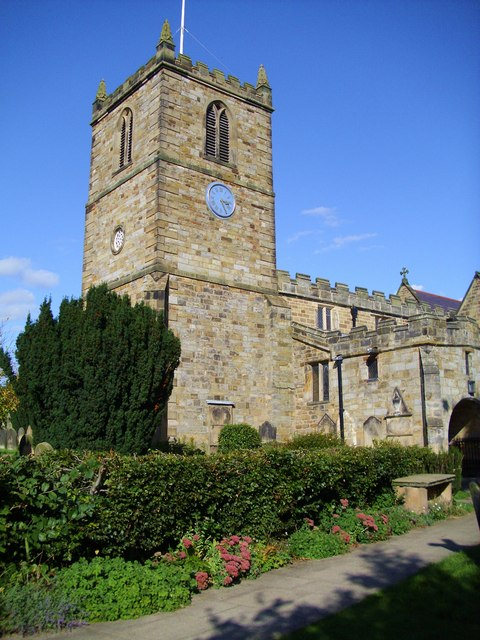
All Saints

## Geboren
- Herbert Edward Read (1893-1968), dichter, kunstfilosoof en kunstcriticus